# Bob Erixon
Bob Philip Robin Erixon, född 4 juni 1957, ägde företaget GEAB fram till år 1994. Hans far Gillis Erixon startade företaget 1984. 
GEAB hade sin första butik på Renstiernas gata 25 men med tiden blev den lokalen för liten varför man också tog över en lokal på Renstiernas gata 31. Den första butiken blev istället servicemottagning. På Renstiernas gata 31 bedrevs försäljning av mobiltelefoner och montering av dessa i fordon. Geab påbörjade sin utökning av butiken 1991 då man öppnade en butik på Vasagatan i Stockholm vilket sedan följdes av köpet av mobiltelefonföretaget MTS på Birger Jarlsgatan. Expansionen fortsatte även i flera andra städer. 
Bob Erixon sålde bolaget 1994 till Telia för två hundra miljoner kronor. Mobiltelefonikedjan finns sedan dess i hela Sverige, till en början under namnet The Phone House och senare Elgiganten Phone House.